# Parmaturus albimarginatus
Parmaturus albimarginatus es una especie de peces de la familia Scyliorhinidae en el orden de los Carcharhiniformes.

## Morfología
• Los machos pueden llegar alcanzar los 57,7 cm de longitud total.

## Hábitat
Es un pez de mar que vive entre 590-732 m de profundidad.

## Distribución geográfica
Se encuentran en Nueva Caledonia.